# Lentechi
Lentechi (gruzínsky ლენტეხი, Lentechi) je obec v gruzínském regionu Rača-Lečchumi a Dolní Svanetie a správním městem oblasti Dolní Svanetie (gruz. Kvemo Svaneti). V obci žije 947 obyvatel, převážně Svanů.